# Semiothisa paranaria
Semiothisa paranaria är en fjärilsart som beskrevs av William Schaus 1897. Semiothisa paranaria ingår i släktet Semiothisa och familjen mätare. Inga underarter finns listade i Catalogue of Life.